# عرب‌آباد (ماهان)
عرب‌آباد، روستایی است از توابع بخش ماهان شهرستان کرمان در استان کرمان ایران.

## جمعیت
این روستا در دهستان ماهان قرار داشته و براساس آخرین سرشماری مرکز آمار ایران که در سال ۱۳۸۵ صورت گرفته، جمعیت آن ۱۸۵نفر (۵۴خانوار) بوده‌است.